# Ozo (Ort, Lontas)
Ozo ist ein osttimoresischer Ort im Suco Lontas (Verwaltungsamt Lolotoe, Gemeinde Bobonaro). Das Dorf liegt im Nordwesten der Aldeia Ozo, auf einer Meereshöhe von 1220 m, am Südhang des Lolo Gojer (1345 m).
Eine Überlandstraße führt durch den Ort. Sie verbindet Ozo mit dem Weiler Halimutin im Norden und den Dörfern Piron im Südwesten und Itililig im Südosten. Westlich liegt das Dorf Tasmil. Zwischen den Ortschaften entspringt der Fluss Phicigi.
In Ozo befinden sich der Sitz des Sucos Lontas und eine Grundschule.